# Afghanistans flagga
Afghanistans flagga har inget allmänt accepterat utseende. Talibanernas maktövertagande 2021 har inte accepterats internationellt, och därmed inte heller Islamiska emiratet Afghanistans vit-svarta flagga. Islamiska republiken Afghanistan som störtades av talibanerna använde en flagga svart-röd-grön flagga med Afghanistans statsvapen i vitt.

## Historik
Islamiska republiken Afghanistans flagga  antogs i samband med att landet fick en ny författning i januari 2004. Flaggan består av tre vertikala band i svart, rött och grönt. Emblemet i mitten är Afghanistans statsvapen som visar en moské med en öppning, mihrab, mot Mecka. Flaggan antogs den 4 januari 2004 och har proportionerna 2:3. Den nya flaggan var en mindre modifikation av den som antogs av landets övergångsregering 2002 efter talibanregimens fall. Skillnaden mellan övergångsregeringens flagga och den nya flaggan är att proportionerna har ändrats från 1:2 till 2:3, att årtalet i emblemet har ändrats från 1348 (1929 e.Kr., Mohammed Nadir Shahs kröningsår) till 1298 (1919 e.Kr., året då Afghanistan förklarade sig självständigt från Storbritannien), samt att en uppåtstigande sol med 9 långa och 8 korta strålar lagts till i emblemet mellan trosbekännelsen shahadah och lovprisandet takbir. Utformningen och färgerna anknyter till de många liknande flaggor som använts av Afghanistans monarkier från självständigheten 1929 och under de olika statsbildningarna från och med 1973. En ny version antogs 19 augusti 2013.

### Tidigare flaggor
Under emiratet från 1880 var flaggan helt svart, från 1901 svart med Afghanistans emblem. Mellan 1973 och 1978 hade Republiken Afghanistan en annan flagga, och under tiden som Demokratiska republiken Afghanistan användes ett flertal olika flaggor. Under talibanernas styre 1996 - 2002 hade man inledningsvis en helvit flagga, och från 2001 en helvit med den muslimska trosbekännelsen shahadah i svart. Denna används åter från 2021 av den icke internationellt erkända talibanregimen. 

1880–1901
1901–1919
1919–1926
1926–1928
1928
1928–1929
1929
1929–1931
1931–1973
1973–1974
1978
1978–1980
1980–1987
1992
1992–1996
1996–1997 Talibanernas flagga
1997–2001 Talibanernas flagga
2001–2002
2002–2004
2004–2013
2013–2021